# 무오이 똠

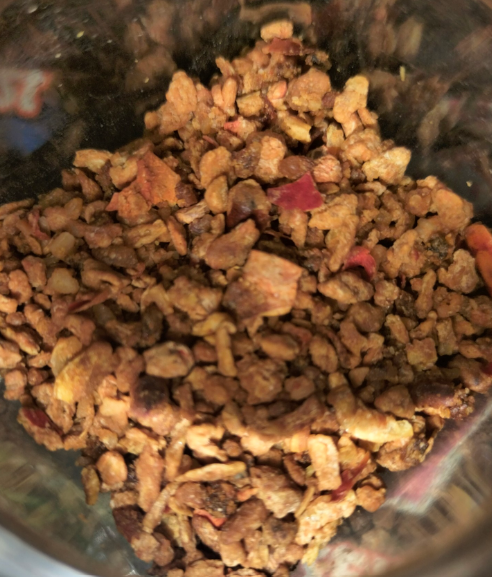
무오이 똠

무오이 똠(베트남어: muối tôm) 또는 무오이 똠 떠이닌(베트남어: muối tôm Tây Ninh)은 베트남의 조미료이다. "(떠이닌) 새우 소금"이라는 뜻이며, 때로는 "떠이닌 고추 소금"이라는 뜻의 무오이 엇 떠이닌(베트남어: muối ớt Tây Ninh)으로 불리기도 한다. 떠이닌성에서 유래했으나 베트남 전역에서 인기가 있다. 굵은 소금과 마른새우, 고추, 향신채(레몬그래스, 마늘, 당근 등), MSG가 들어간다.

## 같이 보기
- 타힌